# Penso a te
 (janvier 2023).
Pour l'auteur de l'album, voir Claudio Capéo.
Albums de Claudio Capéo
Tant que rien ne m'arrête
(2018) Rose des vents
(2022)
Penso a te est le troisième album de l'accordéoniste et chanteur Claudio Capéo, sorti le 4 décembre 2020. Une réédition sort le 3 décembre 2021.
L'album de reprises de chansons italiennes s'est écoulé à plus de 31 000 exemplaires en 1ère semaine.

## Liste des pistes
| 1.      | E penso a te                                                          | 3:53 |
| 2.      | Se bastasse una canzone                                               | 5:25 |
| 3.      | Tu                                                                    | 4:16 |
| 4.      | Mamma                                                                 | 3:27 |
| 5.      | Via con me                                                            | 3:17 |
| 6.      | Nel blu dipinto di blu / Dans le bleu du ciel bleu (Acoustic Version) | 3:57 |
| 7.      | Come prima                                                            | 2:42 |
| 8.      | Ciao mia bella (avec Gianna Nannini)                                  | 3:32 |
| 9.      | Bambino (Version française de Guaglione)                              | 3:27 |
| 10.     | Senza una donna (avec Davide Esposito)                                | 4:20 |
| 11.     | Ti amo                                                                | 4:05 |
| 12.     | Caruso                                                                | 5:14 |
| 13.     | I Want to Know, Pt.2                                                  | 3:28 |
| 14.     | Il mio rifugio                                                        | 3:50 |
| 15.     | Porte d'Italie                                                        | 3:03 |
| 16.     | Sono di Bonefro                                                       | 0:43 |
| 17.     | C'est une chanson (Bonus track)                                       | 2:54 |
| 1:01:34 |                                                                       |      |

### Réédition
| No  | Titre                                                            | Durée |
| --- | ---------------------------------------------------------------- | ----- |
| 18. | Senza una donna (Radio Edit) (avec Davide Esposito)              | 3:17  |
| 19. | J't'emmènerai (con me)                                           | 2:45  |
| 20. | Sara perche ti amo                                               | 4:16  |
| 21. | Nel blu dipinto di blu / Dans le bleu du ciel bleu (Pop Version) | 3:20  |
| 22. | L'italiano                                                       | 3:12  |

## Clips vidéos
- C'est une chanson : 31 juillet 2020
- E penso a te : 1er décembre 2020
- Via con me : 8 décembre 2020
- Senza una donna (Radio Edit)  (avec Davide Esposito) : 17 mars 2021
- J't'emmènerai (con me) : 9 juillet 2021
- Mamma : 26 octobre 2021

## Classements et certifications

### Classements hebdomadaires
| Classements (2020-2022)      | Meilleure position |
| ---------------------------- | ------------------ |
| France (SNEP)                | 3                  |
| Belgique (Wallonie Ultratop) | 9                  |
| Suisse (Schweizer Hitparade) | 26                 |
| Suisse (Charts Romandie)     | 18                 |

### Certifications
| Région                                                                                                 | Certification | Ventes/Streams |
| --- | ------------- | -------------- |
| France (SNEP)                                                                                          | Platine       | 100 000*       |
| *Ventes selon la certification ^Mise en rayon selon la certification xNon précisé par la certification |               |                |